# Bruno Forte
Bruno Forte (Napels, 1 augustus 1949) is een Italiaans geestelijke en een aartsbisschop van de Rooms-Katholieke Kerk.
Forte studeerde theologie in Tübingen en Parijs. Hij werd op 18 april 1973 tot priester gewijd. Terug in Napels promoveerde hij in 1974 in de theologie en in 1977 in de filosofie. Vervolgens was hij werkzaam in de pastorale zorg. Hij was tevens hoogleraar dogmatiek in Napels. Van 1997 tot 2004 was hij lid van de Internationale Theologencommissie.
Op 26 juni 2004 werd Forte benoemd tot aartsbisschop van Chieti-Vasto. Zijn bisschopswijding vond plaats op 8 september 2004.
Forte werd in juli 2014 benoemd als adviseur van de Congregatie voor de Instituten van Gewijd Leven en Gemeenschappen van Apostolisch Leven. In oktober 2014 werd hij toegevoegd aan de groep die belast was met de opstelling van het verslag van de bisschoppensynode over de familie.
- Bibsys: 8008886
- Biblioteca Nacional de España: XX1095041
- Bibliothèque nationale de France: cb12013170t (data)
- Catàleg d'autoritats de noms i títols de Catalunya: 981058605079106706
- CiNii: DA06753781
- Gemeinsame Normdatei: 121160904
- International Standard Name Identifier: 0000 0001 1572 1247
- Library of Congress Control Number: n81138908
- Nationale Bibliotheek van Tsjechië: skuk0002500
- Nationale bibliotheek van Australië: 63539247
- Nationale Bibliotheek van Israël: 987007261211805171
- Nationale en Universitaire bibliotheek Zagreb: 000138998
- Nederlandse Thesaurus van Auteursnamen: 070423156
- Réseau des bibliothèques de Suisse occidentale: 02-A003254313
- Istituto Centrale per il Catalogo Unico: CFIV015454
- Système universitaire de documentation: 028259033
- Virtual International Authority File: 61556841
- WorldCat: E39PBJvCWccGbDdx7tVtbDvCQq